# Oedignatha elhennawyi
Espèce
Synonymes
- Oedignatha indica Reddy & Patel, 1993 nec (Tikader, 1981)

Oedignatha elhennawyi est une espèce d'araignées aranéomorphes de la famille des Liocranidae.

## Distribution
Cette espèce est endémique d'Andhra Pradesh en Inde,. Elle se rencontre dans le district de Visakhapatnam.

## Description
La femelle holotype mesure 5,16 mm et le mâle paratype 4,25 mm.

## Systématique et taxinomie
Cette espèce a été décrite sous le nom Oedignatha indica par Reddy et Patel en 1993. Le nom Oedignatha indica Reddy & Patel, 1993 étant préoccupé par Oedignatha indica (Tikader, 1981), il est remplacé par Oedignatha elhennawyi par Sherwood en 2023.

## Étymologie
Cette espèce est nommée en l'honneur de Hisham K. El-Hennawy.

## Publication originale
- Sherwood, 2023 : « Oedignatha elhennawyi nom. nov., a replacement name for Oedignatha indica Reddy & Patel, 1993 (Araneae: Liocranidae). » Serket, vol. 19, no 3, p. 264-266.